# Villadia kimnachii
Villadia kimnachii är en fetbladsväxtart som beskrevs av Pino och Cieza. Villadia kimnachii ingår i släktet Villadia och familjen fetbladsväxter. Inga underarter finns listade i Catalogue of Life.